# 迪扬
迪扬（法語：Diant，法語發音：[djɑ̃] ⓘ）是法国塞纳-马恩省的一个市镇，属于普罗万区。

## 地理
迪扬（48°16'54"N, 2°59'34"E）面积10.94 平方千米，位于法国法蘭西島大區塞纳-马恩省，该省份为法国北部内陆省份，北起瓦兹省，西接埃松省、马恩河谷省、塞纳-圣但尼省和瓦兹河谷省，南至卢瓦雷省，东南接约讷省，东临马恩省和奥布省，东北接埃纳省。
与迪扬接壤的市镇（或旧市镇、城区）包括：圣阿尼昂、居亚尔新城、维勒蒂耶里、布莱讷、拉布罗斯-蒙索、舍夫里昂瑟雷讷、蒙马舒。

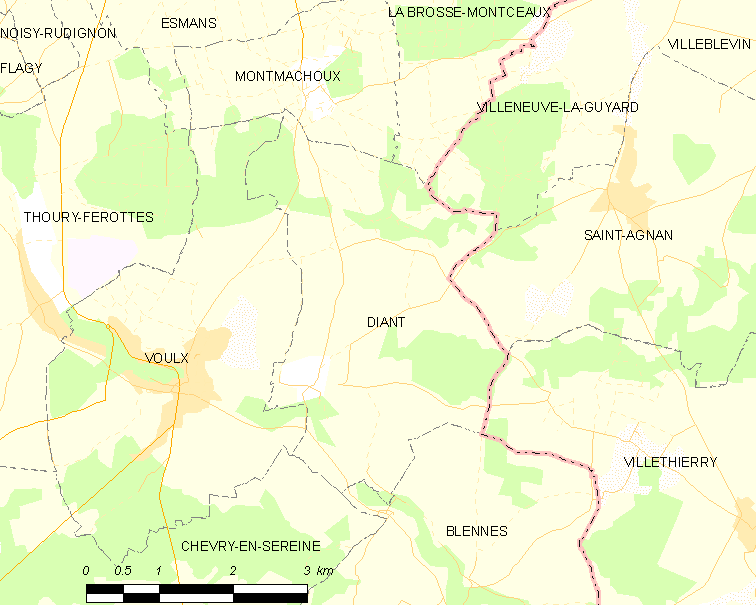
迪扬的OSM定位图

迪扬的时区为UTC+01:00、UTC+02:00（夏令时）。

## 行政
迪扬的邮政编码为77940，INSEE市镇编码为77158。

## 政治
迪扬所属的省级选区为讷穆尔县。

## 人口

1962-2008年间迪扬人口变化图示

迪扬于2022年1月1日时的人口数量为196人。